# Metastelma anegadense
Metastelma anegadense là một loài thực vật thuộc họ Apocynaceae. Đây là loài đặc hữu của quần đảo the thuộc Anh. Môi trường sống tự nhiên của chúng là vùng cây bụi khô khu vực nhiệt đới hoặc cận nhiệt đới và vùng bờ biển cát. Chúng hiện đang bị đe dọa vì mất môi trường sống.